# Inese Jaunzeme
Inese Jaunzeme (21. května 1932, Pļaviņas – 13. února 2011 Riga) byla sovětská atletka, olympijská vítězka v hodu oštěpem.
Zvítězila v olympijském finále oštěpařek v Melbourne v roce 1956 výkonem 53,86 m, což byl nový olympijský rekord. Svého nejlepšího osobního výkonu – 55,73 m – dosáhla v roce 1960.
Po skončení sportovní kariéry byla mj. předsedkyní Klubu lotyšských olympioniků.

## Vyznamenání
- Řád rudého praporu práce – Sovětský svaz, 1957
- komtur Řádu tří hvězd – Lotyšsko, 3. listopadu 2000 – udělila prezidentka Vaira Vīķe-Freibergová[1]